# حوزه انتخابیه دهم کالیفرنیا
حوزه انتخابیه دهم کالیفرنیا یک حوزه انتخابیه مجلس نمایندگان آمریکا است که در ایالت کالیفرنیا قرار دارد.